# FK Mažeikiai
FK Mažeikiai was een Litouwse voetbalclub uit Mazeikiai.
De club werd in 1961 opgericht als ETG Mažeikiai en onderging nog enkele naamswijzigingen voordat de huidige naam werd aangenomen. De club was medeoprichter van de hoogste klasse nadat Litouwen onafhankelijk werd van de Sovjet-Unie. De club werd in 1992 vernoemd naar eigenaar en geldschieter Romas Marcinkevičius. In het seizoen 1993/94 werd de derde landstitel behaald, in 1976 en 1979 werd de club als Atmosfera kampioen. In 1994/95 werd de club derde en hierna ging de club na een verplichte degradatie om financiële redenen verder als FK Mažeikiai. In 2010 keerde de club terug op het hoogste niveau maar ging in 2011 failliet. Voor het seizoen 2012 werd geen licentie meer aangevraagd.

## Historische namen

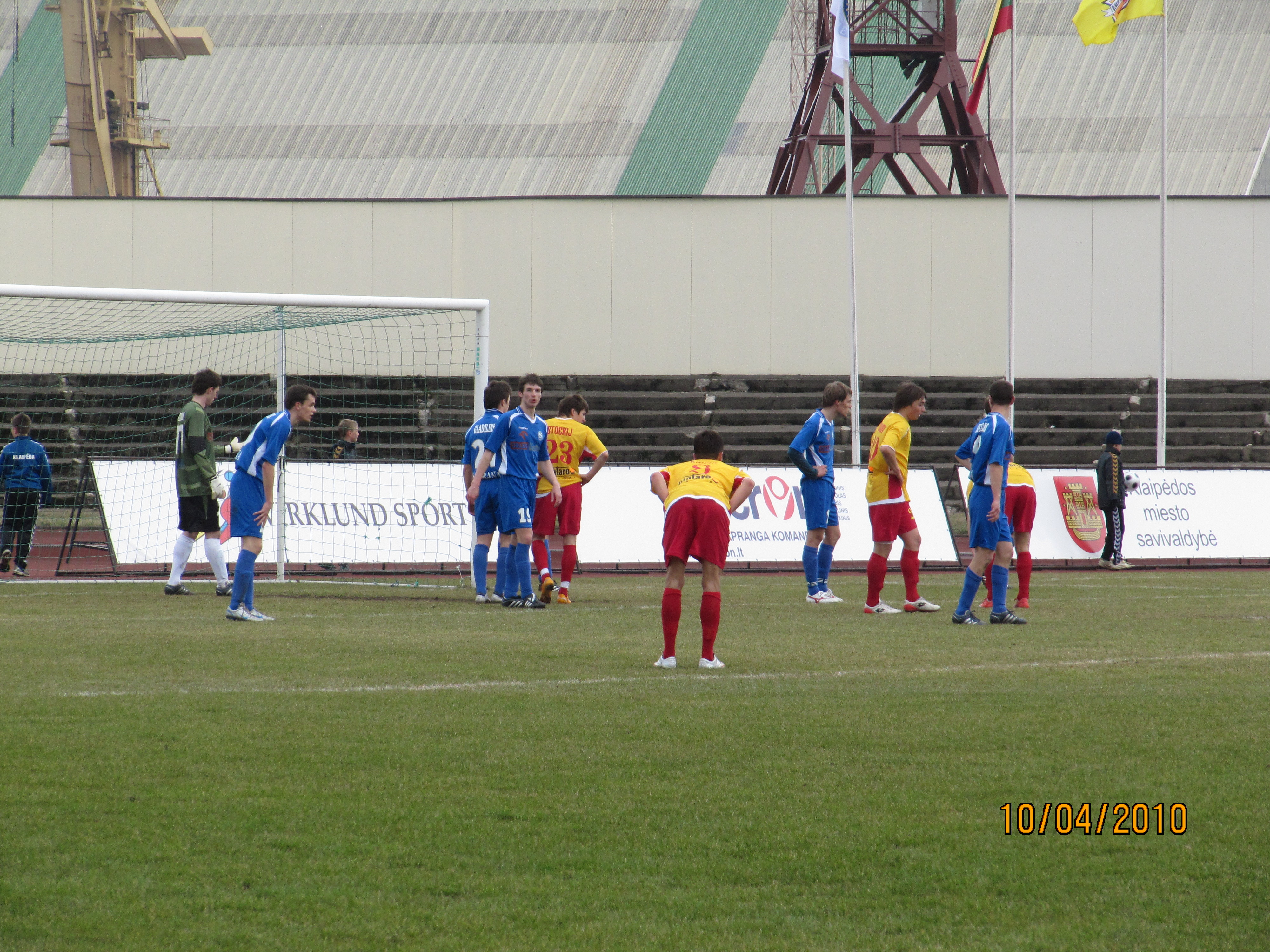
FK Mažeikiai, blauw, in het Miesto centrinis stadionas van FK Klaipėda

## Erelijst
- Landskampioen

1976, 1979, 1994

## In Europa
#R = #Ronde, T/U = Thuis/Uit, W = Wedstrijd, PUC = punten UEFA coëfficiënten .
Uitslagen vanuit gezichtspunt Romar Mažeikiai
| Seizoen | Competitie | Ronde | Land            | Club        | Totaalscore | 1e W    | 2e W    | PUC |
| ------- | ---------- | ----- | --------------- | ----------- | ----------- | ------- | ------- | --- |
| 1994/95 | UEFA Cup   | 1R    | Vlag van Zweden | AIK Fotboll | 0-4         | 0-2 (T) | 0-2 (U) | 0.0 |

## Bekende (oud-)spelers
- Gintaras Juodeikis